# Cuba (ser)
Cuba cheese /pol: ser Cuba/ – nazwa handlowa grupy serów produkowanych w miejscowości Cuba, w hrabstwie Allegany w stanie Nowy Jork w USA.
W odróżnieniu od klasycznych serów typu cheddar, sery z Cuba charakteryzują się ostrzejszym smakiem, który zależy od paszy, jaką żywione są krowy, z których mleka powstają. Do grupy tej należą sery żółte typu provolone, białe w postaci twarogu, mozzarella.
Tradycja serowarstwa w Cuba sięga początku XIX wieku. W 1871 roku Ozeasz Ackerly, Andrew Ackerly i Daniel Sill założyli pierwszą firmę "Ackerly, Sill & Co." produkującą ser na większą skalę. Od 1975 istnieje potężny sklep wysyłkowy, który prowadzi sprzedaż swoich produktów na całe Stany Zjednoczone.